# 魔法灰姑娘 (2004年电影)
《魔法灰姑娘》（英語：Ella Enchanted）是2004年的一部奇幻爱情电影，由安妮·海瑟薇和休·丹西主演。讲述了一个从小被下了“顺从”诅咒的小女孩，遇到了王子并最终克服了诅咒的故事。